# Гейткіпінг
Поняття "ґейткіпінґ" (також подієве відбирання, фільтрування подій) (англ. "Gatekeeping") використовується у сфері комунікації та означає посередників, відповідальних за управління доступом певної інформації чи подій до публічної сфери, за вибір ЗМІ для їх висвітлення. Наприклад, журналісти  виконують роль "воротарів" (англ. Gatekeeper) :  певну інформацію вони передають у загальнодоступний домен, а іншу блокують.

## Визначення
Ґейткіпінґи —професійні працівники  інформаційної галузі, які виступають посередниками на публічній арені. Вони відповідають за управління доступом до інформації, щоб зробити її помітною для широкої громадськості, різноманітних установ та ЗМІ.
Інформація фільтрується ними і поширюється в різних засобах масової інформації: на телебаченні, в газетах, радіомовленні, інтернеті.
Практику ґейткіпінґу теоретизував психолог Курт Левін 1947 року.  Вона знаходиться у кількох галузях досліджень, включаючи науки про комунікацію, журналістику, політологію та соціологію. Спочатку була застосована в ланцюгу харчування, а потім повторно передана до сфери засобів масової комунікації професором Девідом Меннінґом Вайтом 1950 року.
Ця теорія комунікації "Ґейткіпінґ" намагається пояснити, як працює медійна машина. Відповідно до цієї теорії, відштовхуючись від початкового припущення, для журналістів є неможливим співвіднесення всієї інформації — вони змушені обирати тематику за структурною та організаційною логікою, зосередженою на засобах масової інформації. Отже, інформація, що надсилається громадськості, — це факти, які підпадають під ретельний  редакційний контроль.
Для популяризації "воротарі" працюють "фільтрами", які беруть з потоку інформації та виступів те, що їх досягає, привертає найбільшу увагу, щоб дозволити іншому журналістові чи комунікаторові згодом їх повторно передавати громадськості. Це буде "дзеркалом реальності". Цей принцип дозволяє викликати запитання та реакцію серед широкої громадськості. Це означає, що новина буде необ’єктивно висвітлюватися, оскільки журналістська продукція відійде від фактів суспільства під час фільтрації, яку здійснюють засоби масової інформації.

## Історія
Вплив засобів масової інформації залежав, відповідно до соціології англосаксонських ЗМІ, перш за все від двох інших персонажів: "воротаря" та лідера думок. Першим був "воротар" — це той, хто вирішив, який контент буде транслюватися, який потрапить  або ні до ЗМІ, що є репрезентативною подією чи думкою: редактор, наприклад. Щодо лідера думки, то саме цей персонаж впливає на бачення інших людей або, завдяки моральному чи інтелектуальному авторитету, який йому приписується, має привілейоване право висловлювати свою думку.  Він може займати стрижневе місце в локальних людських стосунках, тому що, наприклад, є представником громади, багато хто домагається його думки ..., зокрема для інтерпретації повідомлень, які вони отримують у ЗМІ.
Ця вже складна система з 6-ма компонентами (гроші, надзвичайні ситуації, люди та власник, "воротар" та керівник), залежала від технічної природи ЗМІ: очевидно, що реальність не відбивається  у той самий спосіб (як би ми однаково не впливали ) трьома колонками текстів на першій сторінці, написаних напередодні їх автором, або сорока секундами  цифрових зображень, придбаних через інтернет в інформаційного агентства і поспішно змонтованих.

## Моделі гейткіпінгу

### Модель Курта Левіна[8]
Курт Левін, американський психолог, що спеціалізується на соціальній та поведінковій психології, створив першу теорію обирання новин для аудиторії, опубліковану 1947 року. Ця теорія спочатку застосовувалася до ланцюгів харчування американськими жінками під час Другої світової війни.
Метою цього дослідження було висвітлення того факту, що меню, подане домогосподаркою за столом, завжди залежало від вибору, зробленого нею під час покупок.
Курт Левін доходить висновку, що зміна харчових звичок сім'ї залежить від рішення жінки, адже саме вона обирає продукти на ринку. Іншими словами, вона добре виконує роль "швейцара", оскільки впускає всередину певні елементи, а не інші.
Він застосовувався у галузі комунікації іншими дослідниками.

### Модель Девіда Меннінга Вайта
Девід Меннінг Уайт, професор університету Бостона в США, взяв попереднє дослідження Курта Левіна і застосував свою теорію ведення господарства до засобів масової комунікації 1950 року. Його головним питанням було розуміння чинників, що впливають на відбір інформації в ЗМІ, а також чому обираються одні, а інші відкидаються.
Девід М. Уайт зазначав, що канали передання інформації містять "мелодії вибору", основна функція яких — фільтрація інформації, що поширюється. За його словами, рішення про внесення однієї інформації та відхилення іншої залежить від редактора, який виконує цю роль "воротаря", "носія".
Ось що зазначив Уайт після свого дослідження, проведеного в пресслужбі газети «Зоря Пеорія» (місцевий американський щоденник), і щодо способу роботи головного редактора М. Гейтса:
Критерії відбирання новин є суб'єктивними й підпадають під ціннісне судження селекціонера.
Відмова від новини мотивована тим, що вона позбавлена інтересу.
Форма інформації є визначальною при відбиранні.
Вибір новини також залежить від конкуренції з іншими новинами.
Ця теорія не враховує жодних організаційних чи структурних обмежень.

### Модель Памели Шумейкер і Тімоті Вос
2009 року Памела Шумейкер і Тімоті Вос (викладачі комунікації) вивчали сили підтримання новини про висвітлення законопроєктів у своїй книзі "Теорія ведення письменства". Більш конкретно їх зацікавили дві гіпотези:
Міцність регулярного підтримання оцінки сумнівів законопроєкту буде пов'язана із способом покриття векселя.
Сильні сторони журналістів (освіта, політична ідеологія, досвід роботи, етнічна приналежність, стать, електоральна поведінка) пов'язані зі способом розгляду законопроєкту.
Вони також прогнозували, що журналістський характер законопроєкту буде важливішим, ніж особисті характеристики журналістів. Досліджуючи як журналістів (через їхні особисті атрибути), так і редакторів (через оцінювання якості новин), Шумейкер та Вос виявили, що лише газетні статті мають істотний вплив на рівень висвітлення законного проєкту. Отже, відомість була б важливішою, ніж особистісні характеристики.

## Прийняття рішень
Індивідуальні: Рішення особисті.
Щоденні практики спілкування: рішення приймаються відповідно до заздалегідь встановленого набору та загальних звичок.
Комунікаційні компанії: середовище соціальних інститутів впливає на прийняті рішення.
Соціальні інститути: події різняться залежно від культур, які відповідають або не відповідають дійсності новин.
Суспільство: Культура, суспільне значення, політика впливають на рішення про вибір.

## Соціологія створення новин: критерії сортування, якими керуються гейткіпери
Упродовж 1950-1960-х років почала формуватися нова соціологія засобів масової інформації, саме виробництво інформації стосувалось соціології Newsmaking. Йдеться про перспективу ідеологічних обмежень, адже технічні умови форматів та стилів часто важать більше, ніж технологічні міркування щодо форматування інформації.
Декілька соціологів, як Девід Меннінг Вайт або Вальтер Гібер, спостерігали конкретні практики сортування, які здійснювали гейткіпери, і ці практики визначали їх виробництво, такі як організація індивідуальної та колективної роботи, обмеження ринку, професійні ідеології тощо.
Службовці повинні враховувати два типи обмежень:

### Організаційні обмеження
Організація впливає на інформацію:
- інформаційне середовище;
- бюджетні обмеження;
- часові обмеження (затримка, обмежений доступний час, наприклад).

### Структурні обмеження
Обмеження формату впливають на вибір гейткіперів, чи слід публікувати певні події чи ні. Існує два типи форматів:
Дифузійні формати: стилістичні умови, які сприяють формуванню інформації в її остаточному вигляді (наприклад: довжина статті / доповіді, ритм, тон, вживані слова тощо).
Формати виробництва: засоби, які використовуються для висвітлення подій:
- Людські ресурси: обмежена команда, умови роботи журналістів, вага ієрархії, влада директора.
- Економічні засоби: бюджет, доступний для новин.
- Організаційні засоби: умови праці журналістів, нічна робота, заміна.

Девід Меннінг Вайт, зі свого боку, дійшов висновку, що критерії, за якими гейткіпер робить свій вибір, дуже суб'єктивні, і що відбір інформації відповідає ціннісним судженням, виходячи з його власного досвіду, позицій та очікувань, тому журналістів іноді підозрюють, що вони беруть участь у певній політиці, наприклад, але це лише питання стилю та засобів.